# Тульчинская, Вера Петровна
Вера Петровна Тульчинская (13 августа 1907, Казань, Казанская губерния, Российская империя — 28 мая 1994, Одесса,Украина) — советский и украинский микробиолог.

## Биография
Родилась 13 августа 1907 года в Казани. В 1924 году поступила в Казанский ветеринарный институт, которая она окончила в 1929 году. После окончания института переехала в Казахскую ССР, где с 1930 по 1932 год работала в бактериологической лаборатории Семипалатинска. В 1932 году вернулась обратно и устроилась на работу в родной Казанский ветеринарный институт, который гордо стал наименоваться как НИИ и проработала вплоть до 1936 года. В 1936 году переехала в Киргизскую ССР, где вплоть до 1945 года заведовала кафедрой микробиологии в Киргизском сельскохозяйственном институте. 
В 1945 году переехала в УССР, которой посвятила 50 лет последующей жизни. С 1946 по 1947 год заведовала кафедрой микробиологии в Белоцерковском сельскохозяйственном институте, а с 1947 по 1952 год заведовала аналогичной кафедрой в Одесском сельскохозяйственном институте. С 1952 по 1994 год заведовала кафедрой микробиологии в ОдесГУ (ныне – Одесский национальный университет имени И. И. Мечникова).
Скончалась 28 мая 1994 года в Одессе.

## Научные работы
Основные научные работы посвящены морской микробиологии, вирусологии, иммунологии и экологии.
- Изучала активные штаммы микроорганизмов — деструкторов химических веществ, загрязняющих водную среду.
- Изучала изменчивость микроорганизмов, иммунологию бруцеллёза, биологически активные вещества.
- Разрабатывала проблемы биологической очистки водных экологических систем.
- Установила ростовой эффект культур водных микроорганизмов — естественных источников биологических активных веществ.

## Членство в обществах
- Председатель Одесского отделения Украинского микробиологического общества.
- Член-корреспондент АН Украинской ССР.